# يوسفان
يوسفان قرية عراقية في قضاء أبي الخصيب في محافظة البصرة جنوب العراق، كان فيها بساتين كثيرة على طريق أبي الخصيب العام، ومن معالمها القديمة قصر الحاج أحمد النعمة الذي بناه سنة 1299م على شط العرب، وظلّ مشهوراً حتى هُدمَ سنة 1957م. وهي إحدى المقاطعات الجنوبية لمدينة البصرة، سُميت يوسفان، تثنية الاسم (يوسف)، نسبة إلى رجلين يملكانها، كان اسم كل واحد منهما يوسف، كانت الدولة العثمانية تمنح التزاماً وحكماً محلياً لعشائر المنتفك على يوسفان، حتى سنة 1865م حين أبطلَ نامق باشا ذلك الالتزام وأعاد يوسفان إلى الحكم المركزي بيد متسلم البصرة وربط واردتها رأساً بالخزينة.

## جوامعها
- جامع يوسفان: بناه الأخوان حمدي ويوسف الشريدة سنة 1910م.[5]

## وصفها القديم
قال محمد بن خليفة النبهاني في كتابه التحفة النبهانية في تاريخ الجزيرة العربية "قرية يوسفان، نخيلها نحو (225) جريباً، وكانت راجعة إلى مهنا المغامس تابع الشيخ بندر، وفيها أناس من ذوي البيوت يقال لهم بيت شريدة، ورئيسهم الحاج حمدي والحاج يوسف أبناء صالح بن أحمد الشريدة، وهم عرب أصليون من بني أسد ويتمذهبون بمذهب الإمام مالك بن أنس رضي الله عنه، وهم أهل كرم وسماحة وإذا ذهبنا إلى قرية يوسفان فنزلنا يكون على فراشهم فيلاقونا بصدر حب،".